# Nariño (Nariño)
Nariño è un comune della Colombia facente parte del dipartimento omonimo.
Il comune venne istituito il 29 novembre 1999.